# Chironomus nigerarticulus
Chironomus nigerarticulus är en tvåvingeart som först beskrevs av Tokunaga 1940.  Chironomus nigerarticulus ingår i släktet Chironomus och familjen fjädermyggor.
Artens utbredningsområde är Taiwan. Inga underarter finns listade i Catalogue of Life.